# Lucja Pietrzak
Lucja Pietrzak (27 de diciembre de 1995) es una deportista polaca que compite en ciclismo en las modalidades de pista y ruta. Ganó una medalla de plata en el Campeonato Europeo de Ciclismo en Pista de 2016, en la prueba de persecución por equipos.

## Medallero internacional
| Campeonato Europeo | Campeonato Europeo       | Campeonato Europeo | Campeonato Europeo      |
| Año                | Lugar                    | Medalla            | Competición             |
| ------------------ | ------------------------ | ------------------ | ----------------------- |
| 2016               | Saint-Quentin ( Francia) | Medalla de plata   | Persecución por equipos |

1. ↑  Compitió en la ronda de clasificación.

## Palmarés
2019
- Campeonato de Polonia en Ruta  [2]

2020
- 3.ª en el Campeonato de Polonia en Ruta [3]